# Synagoga Ramchal
Synagoga Ramchal (hebr. בית כנסת הרמח"ל) – czynna synagoga w Akce, w Izraelu. Znajduje się przy ulicy Ramhal na Starym Mieście Akki.

## Historia
Synagoga Ramchal została założona prawdopodobnie w okresie panowania krzyżowców nad Palestyną. Pierwotnie znajdowała się ona w miejscu, gdzie obecnie stoi meczet El-Mualek. Była to jedna z dwóch synagog istniejących do XVIII wieku w mieście. Niektórzy historycy twierdzą, że powstała ona jednak dużo później. Wskazują oni na okres od 1743 do 1747 roku, kiedy to w Akce przebywał rabin Mosze Chaim Luzzatto, znany również jako Ramchal (hebr. רמח"ל). Przyjechał on do Akki ze swoimi uczniami z włoskiego miasta Padwa. Był on bardzo kontrowersyjną postacią, zdołał jednak zachęcić miejscowych Żydów do odremontowania małego budynku w dzielnicy żydowskiej Starego Miasta. Urządzono w niej dom modlitwy. Trzy lata później rabin Luzatto wraz z rodziną zmarł z powodu zarazy. Tutejszą synagogę nazwano wówczas jego imieniem (Ramchal). W 1758 roku beduiński władca miasta, Dhaher al-Omar zajął synagogę i przebudował ją na meczet El-Mualek. Żydzi otrzymali wówczas jako rekompensatę budynek położony na północ od meczetu. Był to mały i bardzo zaniedbany budynek.
Na początku XXI wieku synagoga została odnowiona i udostępniona dla ruchu turystycznego.

## Architektura
W synagodze brakuje kluczowego elementu architektonicznego, który zawierają wszystkie klasyczne synagogi. Nie ma w niej babińca. Wynika to z faktu, że budynek jest nisko położony i nie było możliwości utworzenia odrębnego pomieszczenia dla kobiet. Sala modlitewna znajduje się właściwie w piwnicy. Lokalna tradycja wyjaśnia tę sprawę w ten sposób, że rabin Ramchal był bardzo cichy i pokorny. Dlatego odmówił wybudowania sala modlitewnej na wyższym piętrze. Inni dodają, że rabin chciał zapobiec przyprowadzania kobiet do synagogi z obawy, że przyprowadzą ze sobą plotki i pogawędki. Zamiast tego, w sąsiednim budynku urządzono salę dla kobiet. Mogły one słuchać modlitw przez zachodnią ścianę synagogi. Pierwotnie budynek był pomalowany w kolorze niebieskim lub jasnoniebieskim. Niektórzy uważają, że rabin Ramchel uważał, że ten kolor może odstraszyć diabła.

## Nabożeństwa
W synagodze odbywają się regularne modlitwy, wykłady, ćwiczenia i różnorodne zajęcia edukacyjne. Jest ona zamknięta dla turystów w szabaty.